# Le Vrai Jiu-jitsu

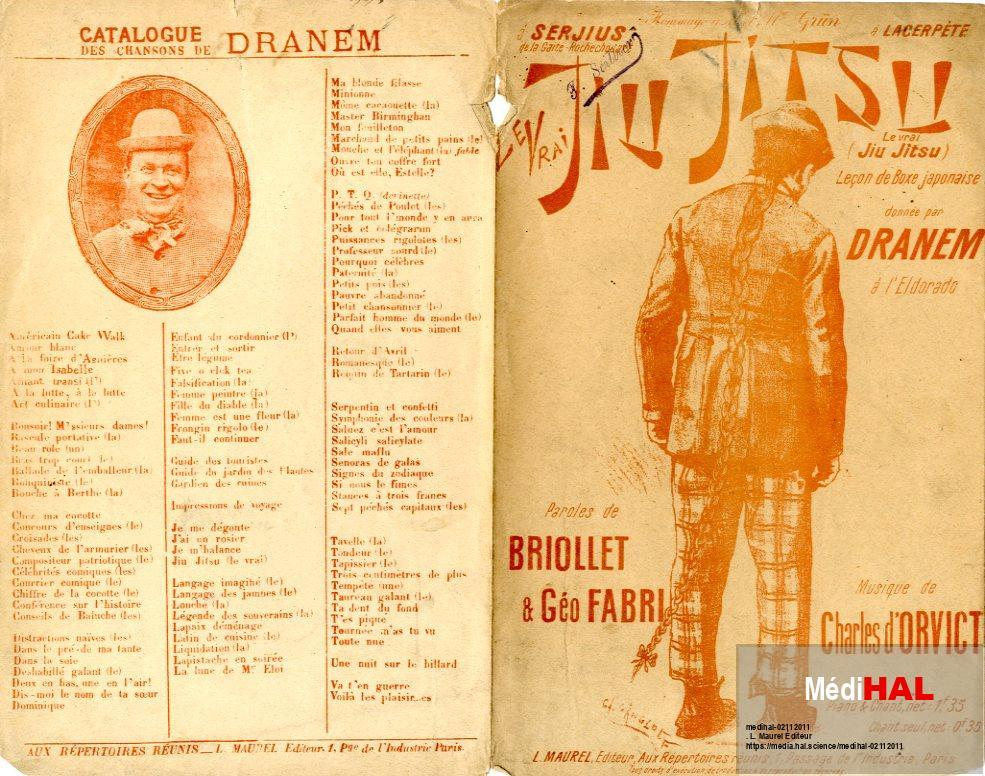
Le Vrai Jiu-jitsu, chanson comique de Paul Briollet, G. Fabri et C. d'Orviet.

Le Vrai Jiu-jitsu est une phonoscène réalisée par Alice Guy en 1905.

## Synopsis
Enregistrement d'un succès de Dranem : Le Vrai Jiu-jitsu, chanson comique de Paul Briollet, G. Fabri et C. d'Orviet.

## Fiche technique
- Titre : Le Vrai Jiu-jitsu
- Réalisation : Alice Guy
- Société de production : Société L. Gaumont et compagnie
- Pays d'origine :  France
- Genre : Film musical
- Durée : 3 minutes
- Dates de sortie : 1905
- Licence : Domaine public

## Distribution
- Dranem

## Analyse
Il s'agit d'une des douze phonoscènes enregistrées par Dranem pour le Chronophone Gaumont.
Dranem entre en scène, chante, quitte la scène puis revient saluer le public, exactement comme si l'on était au café-concert : à la fin de chaque refrain, il fait un tour complet sur lui en suivant le rythme de la musique, faisant découvrir ainsi aux spectateurs, la natte chinoise qu'il s'est attaché dans les cheveux. 

## Tournage
Le rideau de scène devant lequel chante Dranem est orné du G à la marguerite de la société Gaumont. Il représente des bouquets de fleurs qui tournoient et est inspiré de l'affiche signalant les spectacles de Dranem.